# Xbox 360
Xbox 360 — вторая по счёту игровая приставка компании Microsoft, которая последовала за Xbox. Конкурентами Xbox 360 среди игровых платформ седьмого поколения являлись PlayStation 3 от Sony Computer Entertainment и Wii от Nintendo. Некоторые из основных функций Xbox 360 представлены сервисом Xbox Live, позволяющим играть через Интернет, а также загружать разнообразный контент — видеоигры, демоверсии[прояснить], трейлеры, музыку, ТВ-шоу и т. п.
Xbox 360 была официально анонсирована на канале MTV 12 мая 2005 года, а более детальная информация о приставке была представлена в том же месяце на выставке Electronic Entertainment Expo (E3). Все доступные на время выпуска приставки были успешно проданы в каждой стране, кроме Японии. По состоянию на июнь 2010 года, существует 41,7 миллиона копий приставки Xbox 360 по всему миру.
В 2009 году на веб-сайте компьютерной тематики IGN Xbox 360 была названа шестой величайшей игровой приставкой всех времён, попав в список из 25 позиций. На крупнейшей выставке игр Electronic Entertainment Expo 2013 был представлен обновлённый дизайн Xbox 360.
В момент анонсирования Xbox 360 S компания Microsoft заявила, что их консоль просуществовала только половину своего рабочего цикла, и что он продолжится до 2015 года.
20 апреля 2016 года было объявлено о прекращении производства.
29 июля 2024 года был отключен Xbox 360 Marketplace, больше нет доступа к новым покупкам и приложение Microsoft Movies & TV не работает (консоль по-прежнему может загружать ранее купленный контент, запускать его, и запускать многопользовательские сеансы).

## История создания

### Предыстория
Прежде чем выйти на рынок игровых консолей, Microsoft работала над развитием операционных систем, играми для персональных компьютеров и над разработкой программного обеспечения. Американская компания также разрабатывала периферийные устройства для персональных компьютеров: клавиатуры, мыши, гоночные рули, игровые манипуляторы, джойстики. В 1998 году Microsoft работала с Sega над настройкой операционной системы Windows CE для консоли Dreamcast. Три года спустя компания представила свою первую игровую консоль Xbox. Эта приставка была основана на собственных технологиях Microsoft и заняла второе место по продажам консолей по всему миру.

### Разработка
Игровая приставка, известная под кодовыми названиями Xenon, Xbox 2, Xbox FS, Xbox Next и NextBox, была задумана в начале 2003 года. В феврале под руководством вице-президента Джея Алларда начался процесс планирования, в Бельвью была проведена конференция, в которой принимали участие более чем 400 разработчиков. В то же время Питер Мур (бывший президент американского отделения Sega Enterprises) присоединился к компании. 12 августа 2003 года ATI подписала договор на поставку графического процессора для новой консоли, о чём было объявлено через два дня.

### Начало продаж
Xbox 360 был запущен в продажу 22 ноября 2005 года в США и Канаде, 2 декабря 2005 года в Европе и 10 декабря 2005 года в Японии. Позднее продажи начались в Мексике, Бразилии, Чили, Колумбии, Гонконге, Сингапуре, Южной Корее, Тайване, Австралии, Новой Зеландии, Южной Африке, Индии и России. В свой первый год на рынке приставка продавалась в 36 странах.

## Технические характеристики
- Центральный процессор Xenon от IBM (архитектура PowerPC), содержит 3 симметричных ядра (по два аппаратных потока на каждое), работающих на общей тактовой частоте 3,2 ГГц. 1 мегабайт общего кэша L2
- Графический процессор Xenos от ATI, 10 Мбайт встроенной памяти eDRAM, 500 млн полигонов в секунду[21]
- 512 Мбайт ОЗУ (используется и в центральном, и в графическом процессоре)[21]
- Поддержка разрешений: 480i, 480p, 720p, 1080i, 1080p, соотношение сторон экрана 4:3 и 16:9
- Съёмный жёсткий диск на 20/60/120/250/320/500 Гбайт (опционально)[22]
- Привод DVD-ROM

Приставка поставляется в пяти вариантах — Arcade, Pro, Elite, Slim, Е. Варианты Arcade и Pro — замена ранним версиям Core и Premium. Обновлённые варианты комплектуются новыми материнскими платами: Falcon или Jasper. На обеих материнских платах присутствует улучшенная система охлаждения и HDMI-выход.
Материнские платы Falcon, в отличие от Zephyr, комплектуются центральным процессором, изготовленным по 65-нм технологии (что уменьшило энергопотребление и, соответственно, тепловыделение системы) и комплектуются блоком питания с выходной мощностью 175 ватт (в отличие от 203 ватт на предыдущих ревизиях консоли).
Заменой Arcade, Pro и Elite стала Slim, оснащённая материнской платой Valhalla, имеющая 45-нм видеокарту, интегрированную в процессор. Также новая версия обладает беспроводным интерфейсом Wi-Fi (IEEE 802.11 a/b/g, IEEE 802.11n).
В базовую (Arcade) комплектацию входят беспроводной игровой контроллер, карта памяти на 128 Мбайт для сохранений игр, кабель для подключения к телевизору через композитный вход или интерфейс SCART и несколько «аркадных» игр на DVD. Этот вариант скорее «семейный», но подходит и хардкор-игрокам. В дальнейшем можно закупить необходимые устройства (жёсткий диск, HDTV-видеокабели, HDMI-видеокабели, ПДУ и другие аксессуары) по необходимости.
После начала поставок стали известны некоторые недоработки в аппаратной части приставки. Так, при попытке изменить положение консоли с работающим оптическим приводом (Hitachi-LG GDR-3120L) с вертикального на горизонтальное (или наоборот) вставленный в привод диск с высокой долей вероятности будет испорчен.

## Различные комплектации игровой приставки
Информация ниже основана на последних спецификациях системы. Более ранние версии могут отличаться от приведённых здесь данных.
|                                  | 250/320GB Slim/S                | 4GB Slim/S              | Elite                         | Pro                           | Arcade                       | 250/4GB SLIM/E          |
| -------------------------------- | ------------------------------- | ----------------------- | ----------------------------- | ----------------------------- | ---------------------------- | ----------------------- |
| Корпус                           | Чёрный матовый (с августа 2011) | Чёрный матовый          | Чёрный                        | Белый                         | Белый                        | Матовый/Глянцевый       |
| Трей                             | Чёрный матовый (с августа 2011) | Чёрный матовый          | Хромированный                 | Хромированный                 | Белый                        | Чёрный матовый          |
| Сменный жёсткий диск             | 250/320 ГБ                      | 250/320 ГБ              | 120/250 ГБ                    | 60 ГБ (с 15 августа 2008)     | Нет                          | 250/320 ГБ              |
| Беспроводной геймпад в комплекте | 1/2                             | 1                       | 1                             | 1                             | 1                            | 1                       |
| Провод Ethernet                  | Нет                             | Нет                     | Да                            | Да                            | Да                           | Нет                     |
| Встроенный Wi-Fi                 | Да                              | Да                      | Нет                           | Нет                           | Нет                          | Да                      |
| TOSLINK S/PDIF                   | Да                              | Да                      | Нет                           | Нет                           | Нет                          | Нет                     |
| Гарнитура                        | Да                              | Нет                     | Да                            | Да, кроме Мексики и Океании   | Нет                          | Да                      |
| Беспроводная гарнитура           | Нет                             | Нет                     | Нет                           | Нет                           | Нет                          | Нет                     |
| Выход HDMI                       | Да                              | Да                      | Да                            | Да (с августа 2007)           | Да                           | Да                      |
| Компонентный видеокабель         | Да                              | Да                      | Нет (для России)              | Да                            | Да                           | Да                      |
| Подписка Xbox Live Gold          | Да, 1 месяц                     | Да, 1 месяц             | Да, 1 месяц                   | Да, 1 месяц                   | Да, 1 месяц                  | Да, 1 месяц             |
| Бесплатные игры                  | 1 аркада и 2 демоверсии         | 1 аркада и 2 демоверсии | 2 игры и несколько демоверсий | 1 игра и несколько демоверсий | 5 аркадных игр               | 1 аркада и 2 демоверсии |
| Кабель HDMI                      | Нет                             | Нет                     | Да (кроме Jasper)             | Нет                           | Нет                          | Нет                     |
| Привод                           | Lite-On/Hitachi                 | Lite-On/Hitachi         | Lite-On/Benq/Hitachi/Samsung  | Lite-On/Benq/Hitachi/Samsung  | Lite-On/Benq/Hitachi/Samsung | Lite-on/Hitachi         |

### Xbox 360 Arcade
Первоначально младшей редакцией консоли была Xbox 360 Core. 23 октября 2007 года Майкрософт заменила её на «аркадное» издание. Оно выделяется тем, что включает в себя 5 игр Live Arcade бесплатно. В первых вариантах Xbox 360 Arcade комплектовалась проводным геймпадом, картой памяти на 256 МБ и диском Xbox Live Arcade. Последние варианты комплектации не включают в себя карту памяти и 5 аркадных игр, но приставка имеет 256 Mб встроенной памяти и уже беспроводной геймпад. Так же как и у старших комплектаций, у Xbox 360 Arcade есть HDMI-выход.

### Xbox 360 Pro
Pro-комплектация пришла на смену Premium-версии консоли. В новых версиях консоли поставили новую материнскую плату и улучшенную систему охлаждения, благодаря которой приставка слабо греется. Комплектация стала лучшим выбором для тех, кто не хочет покупать Elite-версию, но желает иметь жёсткий диск размером 60 ГБ и компонентный кабель.

### Xbox 360 Elite
В канун рождественских праздников 2006 года, примерно в одно и то же время с запуском PlayStation 3 и Wii в США, через официальный сайт приставки Microsoft стало возможным купить специальную «элитную» версию аппарата. Отличия от обычной версии: чёрная приставка, чёрный геймпад и чёрная гарнитура для сетевого общения. Кроме того, в комплекте с Elite-приставкой идёт жёсткий диск объёмом 120 ГБ, однако его можно приобрести и за отдельную плату для уже приобретённой версии Arcade или Pro. Также прилагается стандартный набор интерфейсов для подключения приставки как к обычному, так и к HD-телевизору или монитору.

### Xbox 360 S
На презентации, проходившей на выставке Е3 2010, Microsoft анонсировала новую модель Xbox 360 S, которая поступила в продажу в тот же день. Переконструированный Xbox 360 стал тоньше, чем предыдущая модель, и был оснащён встроенным Wi-Fi 802.11 b/g/n, оптическим аудиовыходом TOSLINK S/PDIF, пятью портами USB 2.0 (по сравнению с тремя на старой версии приставки), и специальным AUX-портом. Продажа старых моделей Xbox 360 с этого момента остановлена. Первая приставка из этой серии имеет жёсткий диск на 250 ГБ, в то время как более поздняя и экономичная версия поставляется с картой памяти на 4 ГБ.

### Xbox 360 E
Xbox 360 E была представлена на Electronic Entertainment Expo 2013. Она получила обновлённый дизайн и новые разъёмы (3.5 мм джек).

### Специальные издания
Microsoft выпускала специальные издания консоли, приуроченные к выходу определённой игры или иному событию. Эти издания, как правило, были выполнены в стиле какой-либо игры и производились ограниченным тиражом. Помимо оформления, специальные издания могут отличаться комплектованием и изменением аппаратной начинки консоли. Например, издание к выходу Halo 3 (25 сентября 2007 года) включала в себя порт HDMI, отсутствовавший к тому времени в базовой редакции консоли. Другие издания могли содержать увеличенные жесткие диски, присутствующие в более старших моделях.

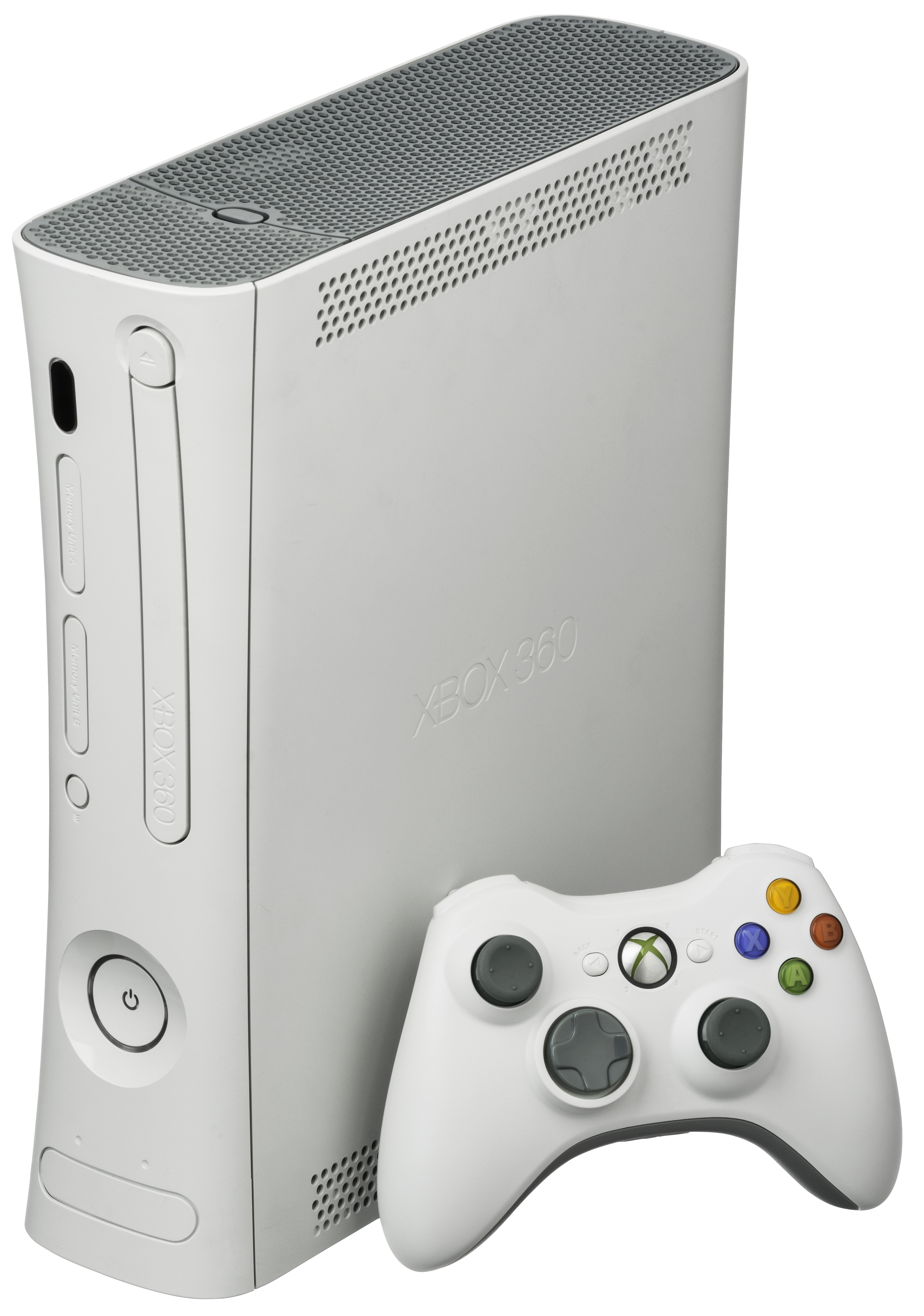
Оригинальная Xbox 360
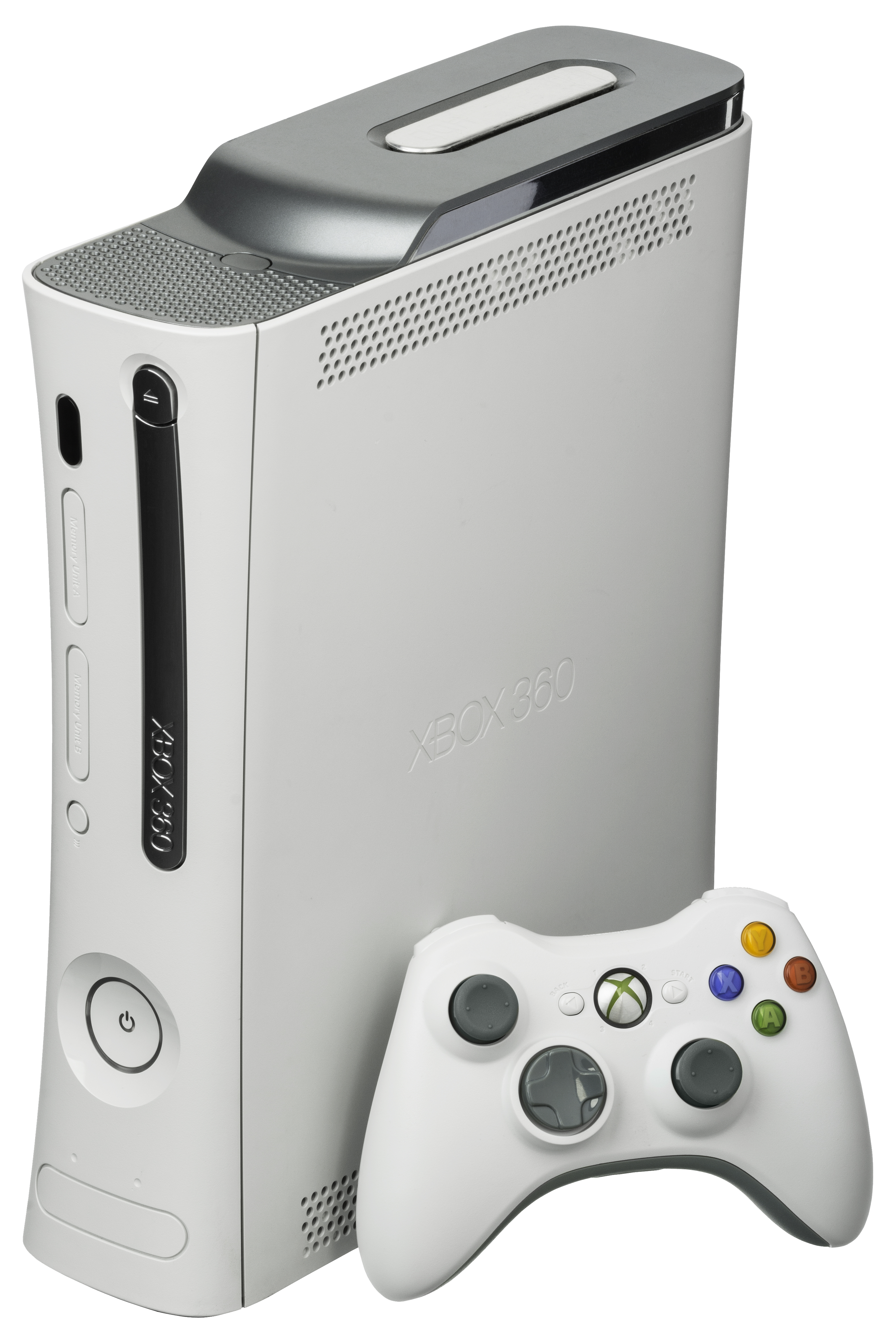
Xbox 360 Pro
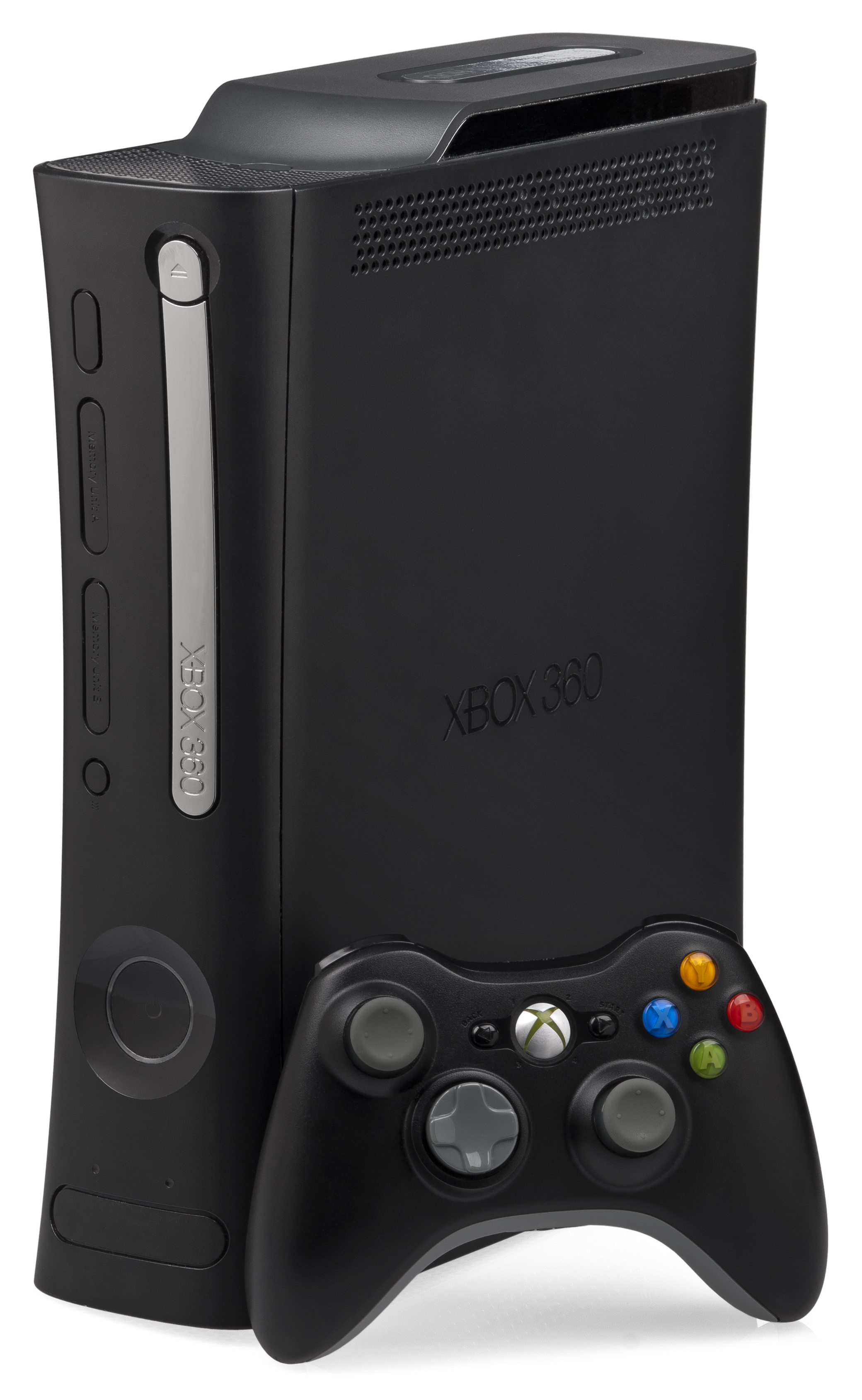
Xbox 360 Elite
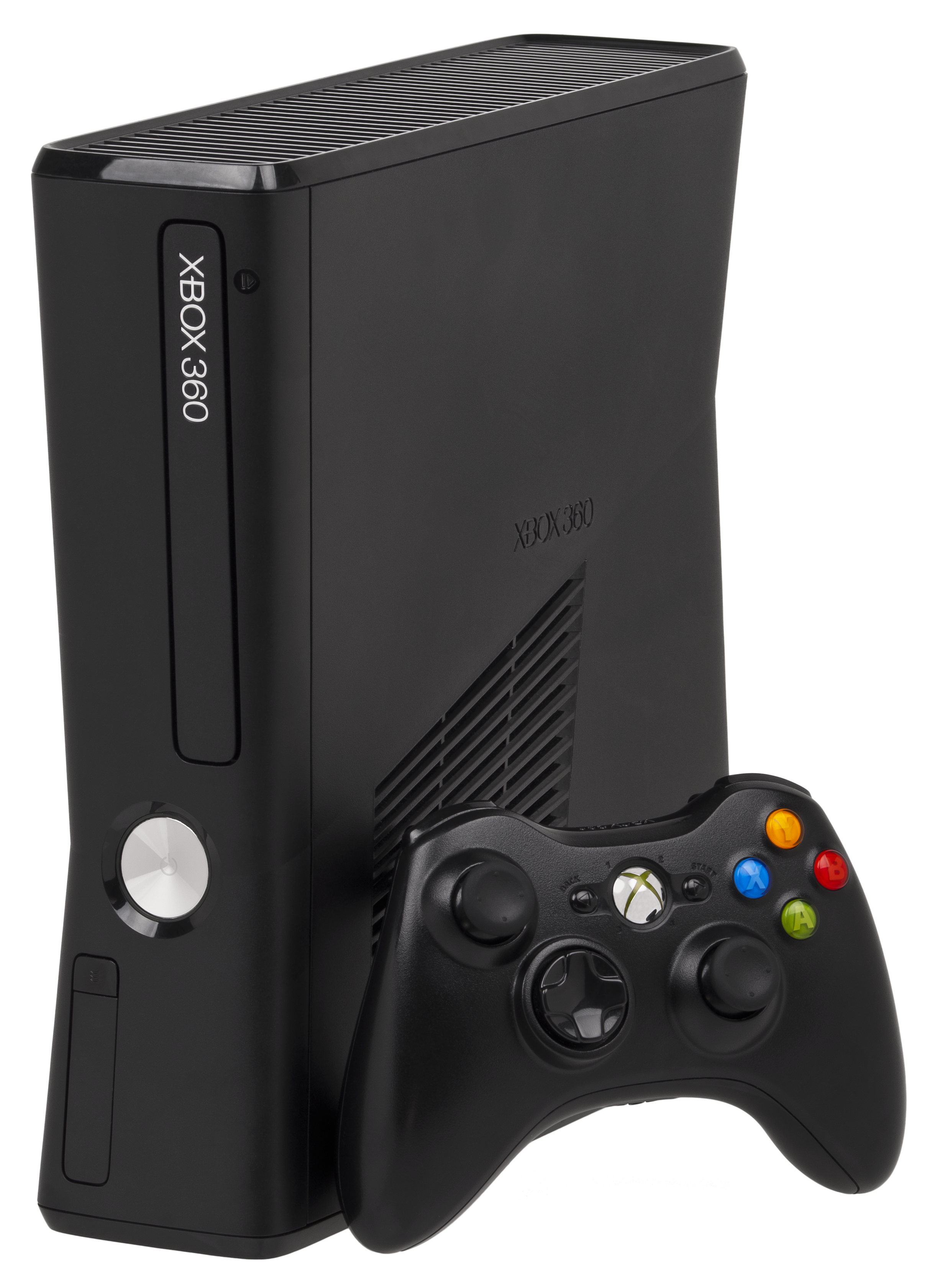
Xbox 360 S
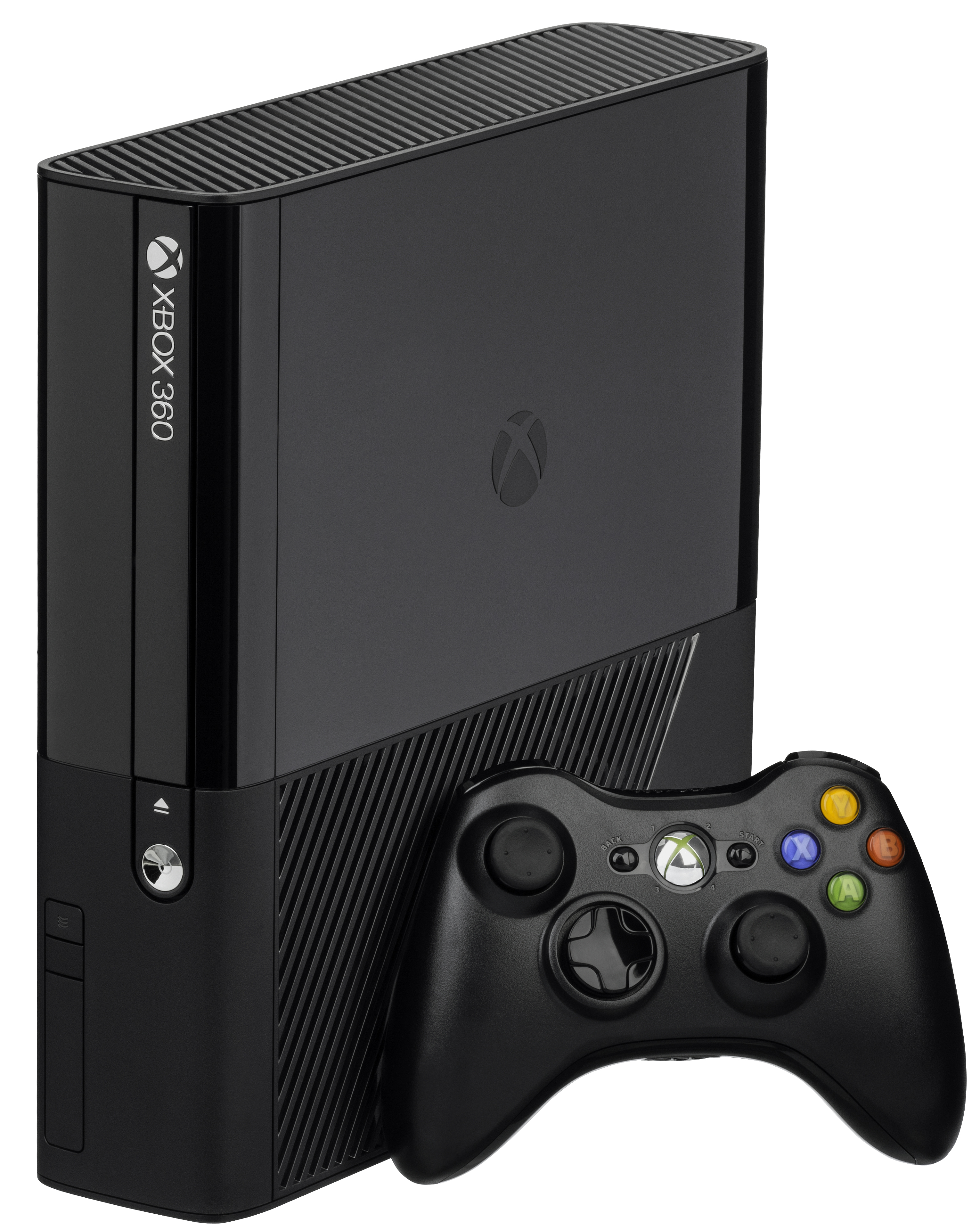
Xbox 360E
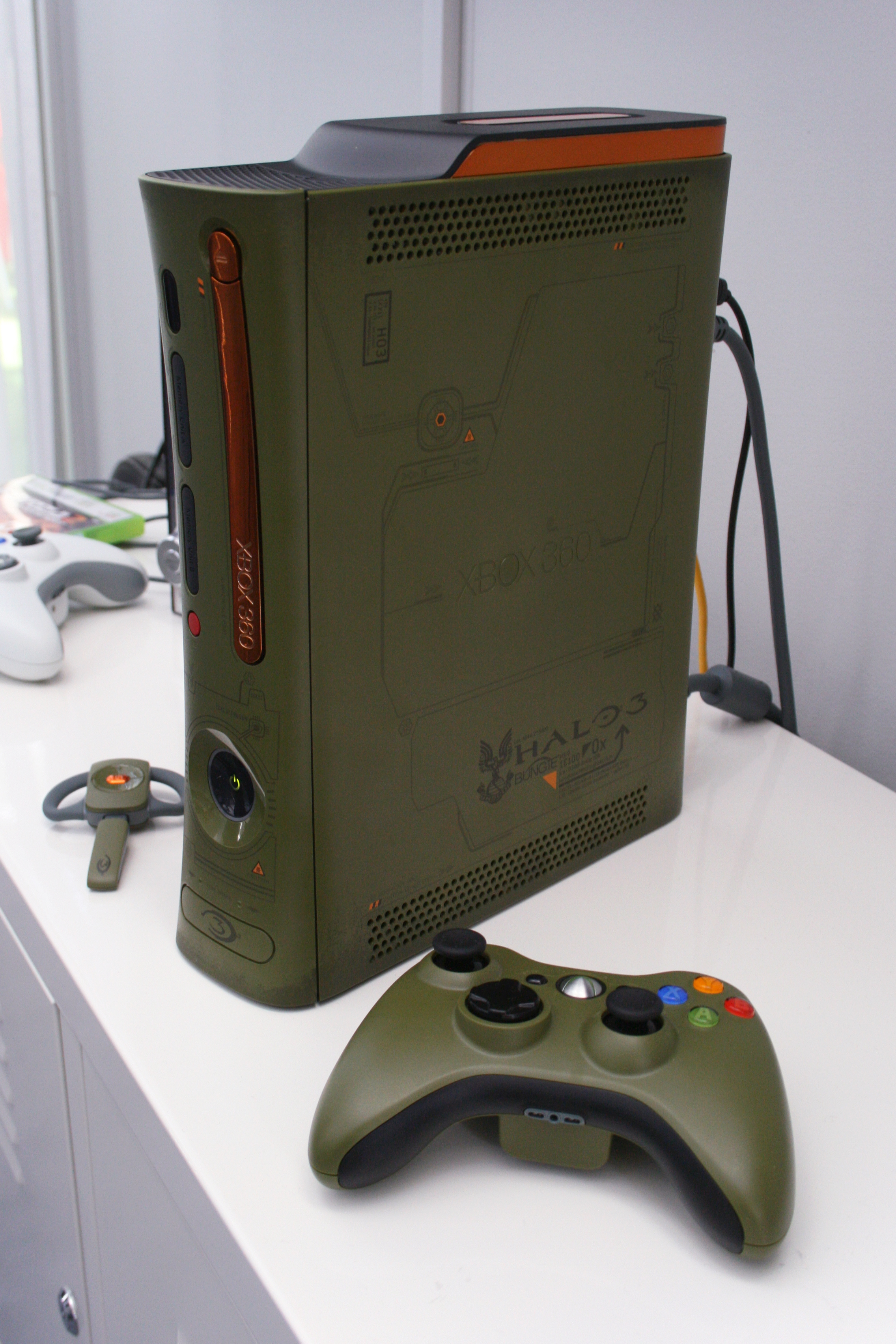
Специальное оформление консоли, приуроченное к выходу Halo 3

Жизненный цикл ревизий консоли:

## Эксклюзивные издания
Microsoft также выпускает праздничные (новогодние) комплекты Xbox 360.
- В 2007 году Xbox 360 Pro и Elite были в комплекте с Forza Motorsport 2 и Marvel: Ultimate Alliance. В Великобритании и Нидерландах Forza Motorsport 2 поставлялась с игрой Viva Pinata.
- В 2008 году Xbox 360 и Xbox 360 Elite были в комплекте с Lego Indiana Jones, Приключения и Кунг-Фу Панды, и GTA 4, в то время Arcade консоль поставлялась в комплекте с Sega Superstars Tennis.
- В 2009 году Elite консоли включали в себя: LEGO Batman и Pure.

Также была выпущена лимитированная версия приставки, которая отличалась только цветом самой приставки и геймпада для неё — Xbox 360 E.

## Операционная система
Xbox 360 работает под управлением операционной системы, созданной специально для этой приставки. Эта операционная система, называемая аналитиками Xbox 360 OS, является на 90 % переписанной операционной системой для первого Xbox (так называемая Xbox OS). Последующие обновления содержали модификации ядра параллельно с настольными версиями Windows, но с акцентом на аппаратное обеспечение. Последняя версия прошивки имеет послойную загрузку (как в Windows 7), интерфейс Metro (как в Windows 8) и ядро, аналогичное MinWin. Также добавилась поддержка Zune HD и сервисов Zune.
6 декабря 2011 года Microsoft выпустила обновление для Xbox 360, включающее полностью новый интерфейс в стиле Windows 8, а также такие функции как облачное хранение сохранений и профайлов, Live TV, голосовой поиск Bing, доступ к YouTube и Skype, а также улучшенная поддержка бесконтактного сенсорного игрового контроллера Kinect.
Для разработчиков игр Microsoft разработала специальный набор SDK XNA Game Studio, упрощающий разработку игр и приложений, предназначенных для Xbox 360, Zune HD или Windows Phone 8.

## Обратная совместимость Xbox
Совместимость с играми для оригинальной Xbox частичная. Некоторые игры входят в список совместимости и запускаются через встроенный эмулятор, обновляемый через Xbox Live или в офлайн-режиме с компакт-дисков, самостоятельно записанных пользователем. Для работы эмулятора обязателен жёсткий диск, на котором находятся профили игр, патчи и другая служебная информация.

## Xbox Live
В день запуска Xbox 360 Microsoft обновила сетевой сервис Xbox Live и добавила к нему бесплатный вариант подписки Silver. Xbox Live Silver не требует абонентской платы и доступен во всех вариантах приставки. Всё, что нужно сделать пользователю, — создать свой профиль. При этом он получает доступ к официальным форумам приставки, доступ к Xbox Live Arcade и Marketplace и возможность общаться с другими пользователями через Xbox Live. В подписку «Silver» не входит полноценная поддержка сетевой игры, однако в некоторых играх с относительной сетевой поддержкой (например, Viva Piñata) пользователи «Silver» смогут играть по сети. «Silver»-аккаунт также поддерживает голосовое общение и видеоконференции, для работы которых необходимы специальные гарнитура и USB-камера Xbox Live Vision, соответственно.
Основной вариант подписки «Gold» предоставляет пользователю все возможности бесплатной версии, а также полноценную сетевую игру, за пределами сторонних сервисов о которых было сказано выше. Кроме того, владельцы платных учётных записей могут получать доступ к некоторым бесплатным файлам несколько раньше, чем те, кто пользуется бесплатным аккаунтом.

## Аксессуары

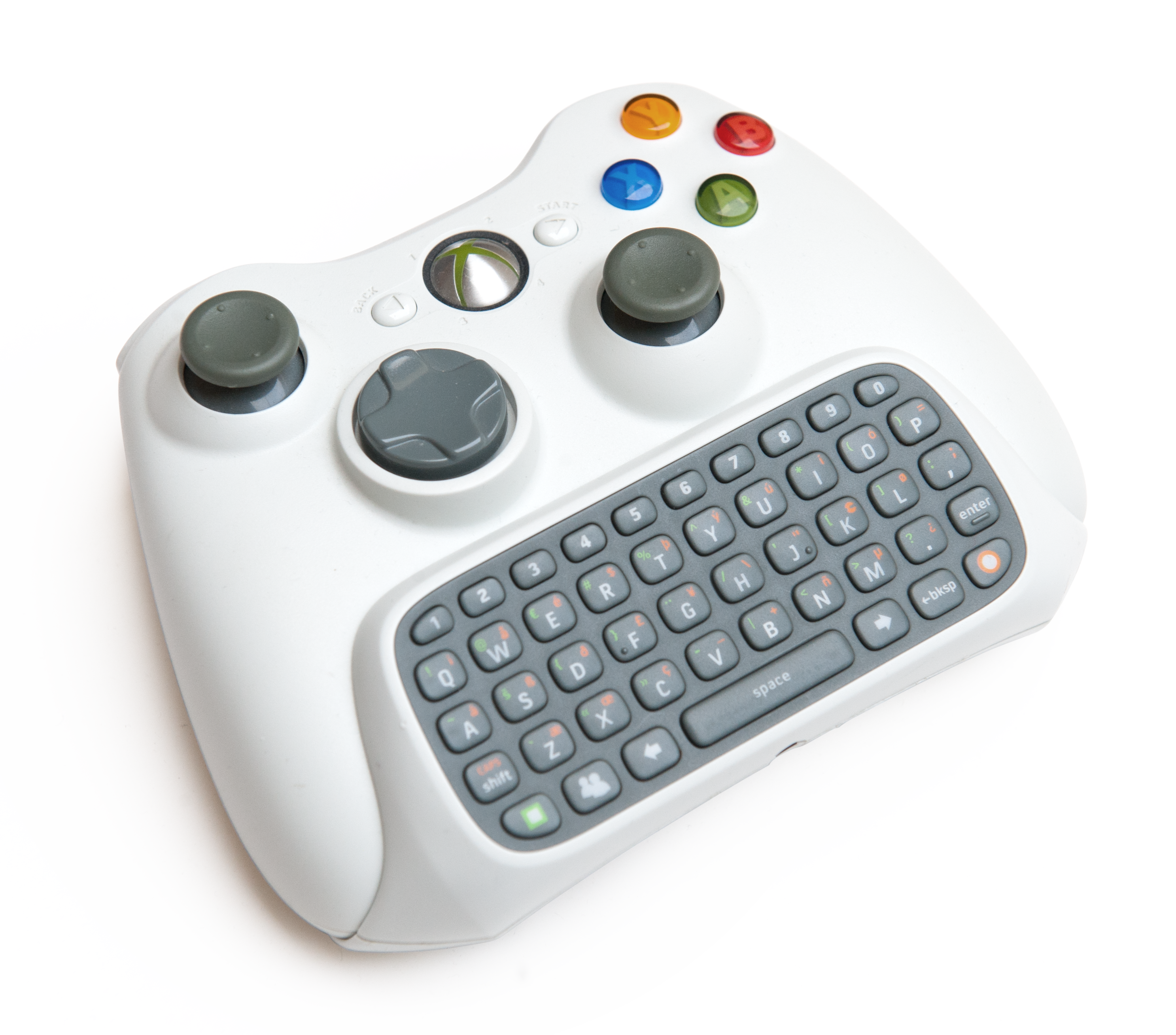
Мини-клавиатура из комплекта Xbox 360 Messenger Kit, подключенного к контроллеру

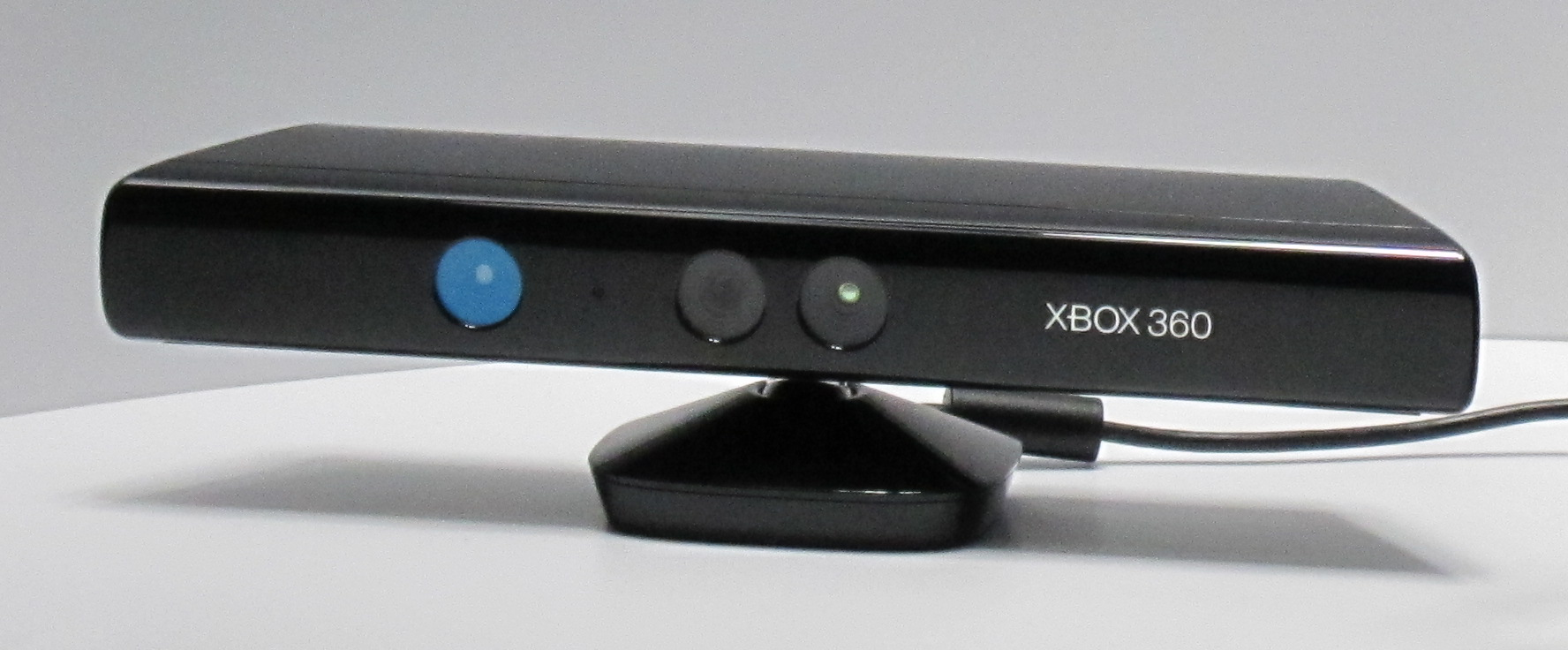
Камера Kinect

На протяжении жизненного цикла консоли к ней выпускались различные аксессуары, включая проводные и беспроводные контроллеры, сменные передние панели, гарнитуры (беспроводная и проводная), камера для разговоров по Live, клавиатура Messenger Kit для чата, карты памяти с ёмкостью 128, 256, 512 мегабайт, жёсткие диски (250, 120, 60 и 20 гигабайт).
В 2009 году Microsoft представила новый контроллер Kinect (в разработке известный как Project Natal) — проект «контроля без контроллера» (англ. controller-free gaming and entertainment experience), благодаря которому пользователь сможет взаимодействовать с консолью без геймпада или любых других манипуляторов, используя только жесты, голосовые команды и движения тела. В устройство встроены две видеокамеры, способные сканировать трёхмерное пространство, и датчики распознавания голоса. Устройство совместимо со всеми существующими моделями Xbox 360 и Xbox One.

## Игры для Xbox 360
Проекты, поступившие в продажу одновременно с выходом приставки:
- Amped 3
- Call of Duty 2
- FIFA 06: Road to FIFA World Cup
- GUN
- Kameo: Elements of Power
- Need for Speed: Most Wanted
- Perfect Dark Zero
- Project Gotham Racing 3
- Quake 4
- Ridge Racer 6
- Tony Hawk's American Wasteland
- Top Spin 2

Двадцать наиболее продаваемых игр для Xbox 360:
- Kinect Adventures! (входит в поставку с Kinect)
- Grand Theft Auto V
- Call of Duty: Modern Warfare 3
- Call of Duty: Black Ops
- Call of Duty: Black Ops II
- Call of Duty: Modern Warfare 2
- Halo 3
- Grand Theft Auto IV
- Call of Duty: Ghosts
- Halo: Reach
- Halo 4
- Minecraft
- Call of Duty 4: Modern Warfare
- The Elder Scrolls V: Skyrim
- Call of Duty: World at War
- Battlefield 3
- Gears of War 2
- Red Dead Redemption
- Halo 3: ODST
- Kinect Sports

## Защита от копирования
Xbox 360 оснащена системой защиты от копирования, допускающей запуск игр и контента только с лицензионных дисков. Скопировать на жёсткий диск консоли можно лишь фильмы, музыку и игры только с лицензионных носителей. Каждый привод DVD-ROM приставки имеет свой внутренний ключ, который сопоставляется с ключом, записанным в материнской карте консоли. При несовпадении ключей запуск игр невозможен.
Система защиты была взломана путём перепрошивки DVD-привода приставки и установки модифицированных (freeboot) оболочек (Dashboard) консоли, что могло привести к отключению от Xbox Live со стороны Microsoft, выявившей перепрошитую консоль.
Дальнейшим развитием защиты стало использование технологии AP25, в основе которой используются временные задержки, возникающие при переходе с одного файла диска на другой. За эталон взяты задержки на дисках, выпущенных заводом-производителем. При расхождении задержек с эталонными диск не запускается, а консоль помечается ошибкой Failed AP25 Challenge.
Следующим шагом против пиратства стал выпуск игр на дисках собственного формата XGD3, которые обладают отдельным слоем защиты, а также нестандартным увеличенным объёмом памяти, из-за которых образы игр, скопированные с таких носителей, не поместятся на двухслойный стандартный DVD-диск.

## Ревизии версий Xbox 360

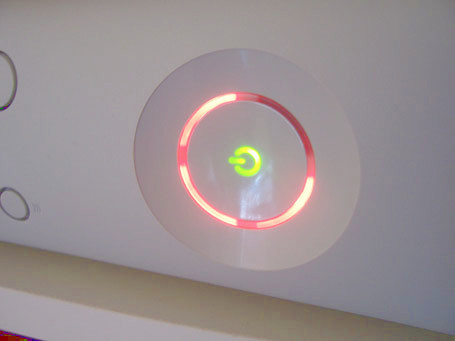
Три красных огня, сообщающих об «общем отказе системы», известно среди геймеров как «красное кольцо смерти» (red ring of death)

Xbox 360 комплектовался несколькими ревизиями материнских плат. Первая ревизия приставки под названием Xenon была выполнена по 90-нм технологии и не содержала HDMI-выхода. Базовая ревизия Xbox 360 оказалась очень ненадёжной и получила «дурную славу» у прессы и потребителей из-за большого процента брака. Основной проблемой является перегрев системы, приводящий к поломке устройства. По мнению немецкого технического журнала «c't», основной причиной этой поломки является использование неправильного типа бессвинцового припоя и недостаточного охлаждения. Данная проблема в конечном итоге была признана компанией, однако Microsoft не стала отзывать уже выпущенные консоли, а вместо этого увеличила срок гарантии до трёх лет.
В дальнейшем начался выпуск обновлённой ревизии Zephyr, в которой проблема перегрева решалась путём увеличения эффективности охлаждения системы за счёт установки дополнительного радиатора на GPU, что свело количество случаев гарантийного ремонта, связанного с перегревом, к минимуму. Начиная с этой ревизии, в консоли появилась поддержка HDMI 1.2.
В следующей ревизии Falcon центральный процессор был изготовлен по новой 65-нм технологии, а графический процессор — по старой, 90-нм технологии, проблема с перегревом была решена, но появилась новая — ошибка Е74, вызванная нарушением контакта GPU с материнской платой. После массовых случаев поломки консолей Microsoft также распространила действие трёхлетней гарантии на эту ошибку.
С 23 октября 2008 года появилась новая ревизия под названием Jasper, ознаменовавшая полный переход техпроцесса на 65 нм, что позволило уменьшить тепловыделение и максимально исключить поломку консоли от перегрева.
Начиная с Xbox 360 Slim, консоль стала комплектоваться материнскими платами ревизий Trinity и Corona. В них используется 45-нм процессор XCGPU, сочетающий в себе как центральный, так и графический процессор. Процессор охлаждается одним вентилятором, расположенным на его радиаторе, и имеет защиту от перегрева. Corona отличается от Trinity силой тока: 9,6 А против 10.83 А.
Второй технической проблемой являлось повреждение поверхности диска DVD-приводом. Независимые исследования показывали, что проблема была характерна для ревизий консолей, оснащённых приводом Toshiba (более поздние ревизии стали оснащаться приводами других производителей), однако данная проблема не признавалась Microsoft как гарантийная и объяснялась компанией исключительно неправильной эксплуатацией консоли.